# Luisinho Lemos
Luis Alberto Silva Lemos, mais conhecido como Luisinho Lemos ou Luisinho Tombo (Niterói, 3 de outubro de 1952 — Nova Iguaçu, 2 de junho de 2019) foi um futebolista e treinador brasileiro.
Considerado um dos maiores ídolos do America, é o maior artilheiro da história deste clube, com 333 gols. É irmão dos também atacantes Caio Cambalhota e César Maluco.

## Biografia
Luisinho era irmão de Caio Cambalhota e de César Maluco, outros centroavantes que fizeram história no futebol brasileiro. Assim como Caio, jogou no America, seu clube do coração em 1973 e 1974 e de 1982 a 1984, tornando-se o maior artilheiro da história do clube rubro com 333 gols e sagrando-se campeão do Torneio dos Campeões em 1982, da Taça Guanabara de 1974 e da Taça Rio em 1982.
Tombo jogou ainda com destaque, também com Caio, no Flamengo (1975 a 1977); no Sport Club Internacional (1977 e 1978), Botafogo (1978 e 1979); também como César, no Palmeiras (1984 e 1985), dentre outros clubes do exterior, pois jogou na Espanha, México e Catar, tendo feito 487 gols apenas atuando pelos clubes brasileiros, sem contar os seus gols no exterior.
Foi artilheiro do Campeonato Carioca de 1974 e  1983, pelo America. Foi o terceiro maior artilheiro do estádio do Maracanã. Fez 171 gols em campeonatos cariocas, e 97 nos brasileiros, pelo America e outros clubes. Em 1982 foi citado no escândalo da Máfia da Loteria Esportiva.
Após encerrar a carreira como jogador, tornou-se técnico de futebol, treinando o mesmo America, e depois, clubes do Catar. Retornando ao America, sagrou-se campeão carioca da Série B de 2018.

### Prêmios
America
- Bola de Prata de 1974 - melhor centroavante.[7]

### Morte
Morreu em 2 de junho de 2019, uma semana após sofrer um infarto agudo do miocárdio durante uma partida do America, contra o Nova Cidade, pela segunda divisão do Campeonato Carioca. Luizinho se sentiu mal aos 28 minutos do segundo tempo, sendo encaminhado para atendimento médico do Hospital Juscelino Kubitschek, em Nilópolis, e depois transferido para o Hospital Geral de Nova Iguaçu, onde veio a falecer.

## Títulos
Como jogador
America
- Torneio dos Campeões: 1982
- Taça Guanabara: 1974
- Taça Rio: 1982

Flamengo
- Torneio Quadrangular de Jundiai: 1975
- Taça José João Altafini "Mazzola": 1975
- Taça Jubileu de Prata da Rede Tupi de TV: 1975
- Torneio Quadrangular de Mato Grosso: 1976
- Taça Nelson Rodrigues: 1976
- Taça Geraldo Cleofas Dias Alves: 1976
- Troféu Governador Roberto Santos: 1976
- Taça Prefeitura Municipal de Manaus: 1976
- Taça Duque de Caxias: 1976

Internacional
- Campeonato Gaúcho: 1978
- Copa Governador Estado: 1978
- Torneio Viña del Mar: 1978

### Prêmios Individuais
- Bola de Prata (Placar): 1974